# Kruidbroodje
Een kruidbroodje is een broodje dat stamt uit de buurt van Rotterdam. Het brood dat ook wel bloedbroodje heet, heeft een rozerode kleur. Deze kleur wordt veroorzaakt door de toevoeging van rommelkruid aan het deeg. De kleur zou een verwijzing zijn naar heidense offergewoontes. Het kruidbroodje werd rond Kerstmis gegeten.